# All-Ireland Senior Football Championship 1900
L'All-Ireland Senior Football Championship 1900 fu l'edizione numero 14 del principale torneo di calcio gaelico irlandese. Tipperary batté in finale Londra ottenendo il terzo trionfo della sua storia.

## All-Ireland Series
La formula prevedeva una sorta di All-Ireland interno, tra le sole contee irlandesi. La squadra vincitrice avrebbe raggiunto Londra in una finale generale. La fase finale si disputò due anni dopo i tornei provinciali. Galway e Antrim accedettero non come campioni provinciali, ma in quanto unici iscritti delle province al torneo.

### Semifinali
| Dublino 1900 | Galway | Vittoria – Rinuncia | Antrim | Jones' Road |

| Limerick 1900 | Tipperary | 0-07 – 1-06 | Kilkenny |  |

Tipperary passò in quanto le fu data ragione, in seguito alla protesta per un episodio controverso in gara che aveva favorito Kilkenny.

### Finali

#### Irlandese
| Dublino 5 luglio 1900 | Tipperary | 2-17 – 0-01 | Galway | Jones' Road |

#### Generale
| Dublino 26 ottobre 1902 | Tipperary | 3-07 – 0-02 | Londra | Jones' Road (2000 spett.) |